# Daniël Tomberg
Daniël Tomberg (Gouda, 1603 - aldaar, 1678) was een Noord-Nederlandse glazenier.

## Biografische aantekeningen
Tomberg was een zoon van de predikant Harboldus Tombergen, die vanwege zijn remonstrantse sympathie Gouda had moeten verlaten. Tomberg werd in Gouda glazenier en werd belast met het onderhoud van de gebrandschilderde glazen in de Grote of Sint-Janskerk in Gouda. Hij kreeg de opdracht om verdwenen en beschadigde glazen in de deze kerk te vervangen en te restaureren. Hij volgde in deze functie zijn leermeester Alexander Westerhout op.
Het - waarschijnlijk oorspronkelijk door Lambert van Noort ontworpen en door Digman Meynaert in 1559 gemaakte - glas met de aankondiging van de geboorte van Jezus werd door Tomberg, geholpen door de glasmaker Albert Jansz Merinck, in 1656 opnieuw vervaardigd. In het nieuwe glas herinnert een tekst aan deze vervanging: "1559 Me dabat antistes Bernardi Wellius olim (1559 Eertijds heeft Van Wel, priester van Berne, mij geschonken) en 1655 Aediles seniores iam periise vetant (1655 Nu doen kerkmeesters mij voor verval door ouderdom bewaren". Het nieuwe glas was minder kleurrijk dan het oorspronkelijke glas, omdat Tomberg en Merinck gebruik maakten van de techniek van grouwschilderingen. In het onderste gedeelte van het glas werd niet de oorspronkelijke schenker van het glas afgebeeld, maar - in opdracht van de kerkmeesters - onder meer hun wapens en die van andere leden van de Goudse vroedschap. Ook bij een ander glas met de afbeelding van de tempelreiniging heeft Tomberg in het onderste gedeelte de afbeeldingen van de wapens van Goudse vroedschapsleden aangebracht.
In 1674 maakte hij of zijn zoon vier gebrandschilderde ramen voor de stadswaag van Gouda.
Tomberg overleed in 1678 in zijn woonplaats Gouda in de leeftijd van omtrent 75 jaar. Zijn zoon Willem werd evenals hij glasschilder, maar was daarnaast ook historicus en notaris in Gouda.

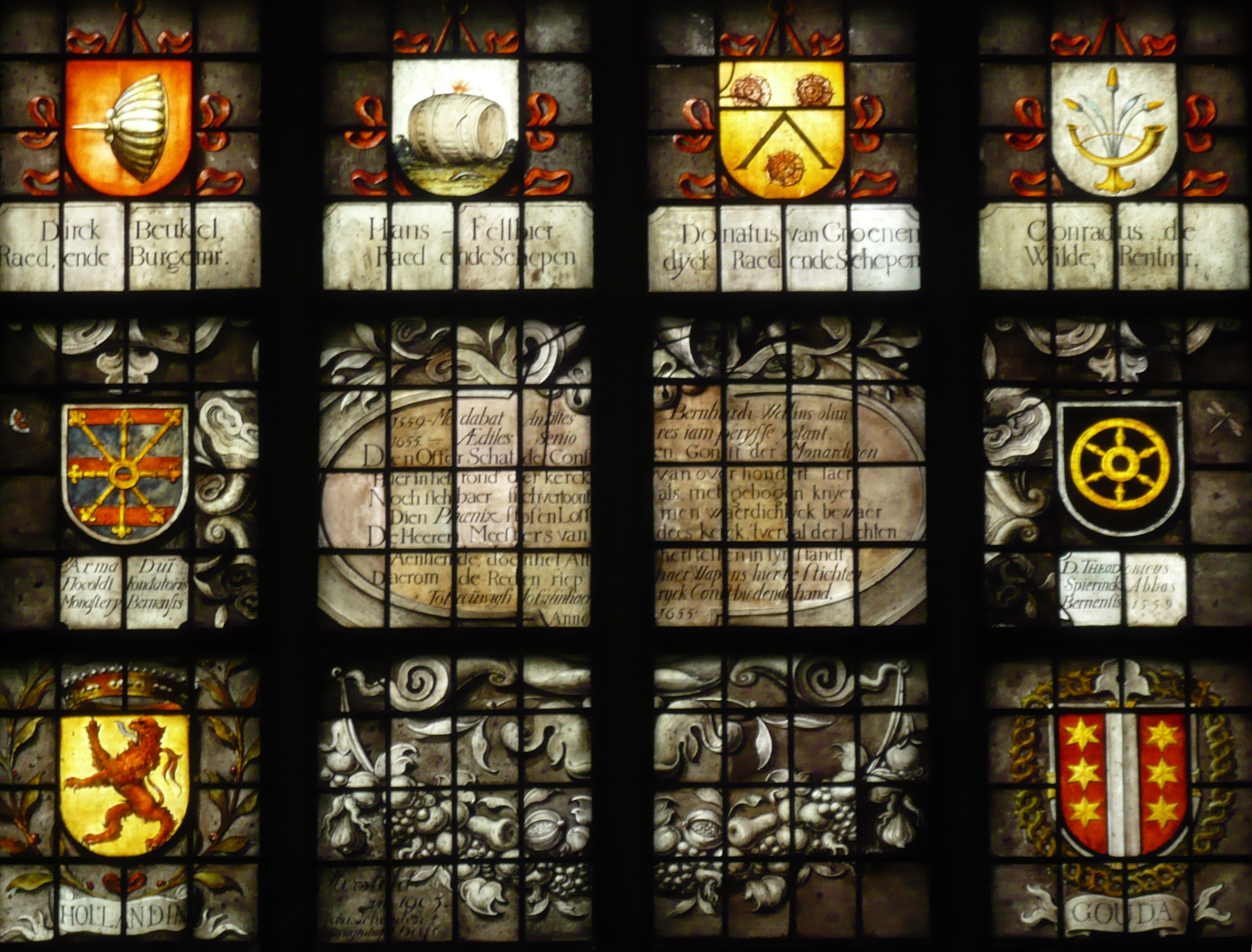
Tweede detail van het door Tomberg in 1656 gemaakte glas
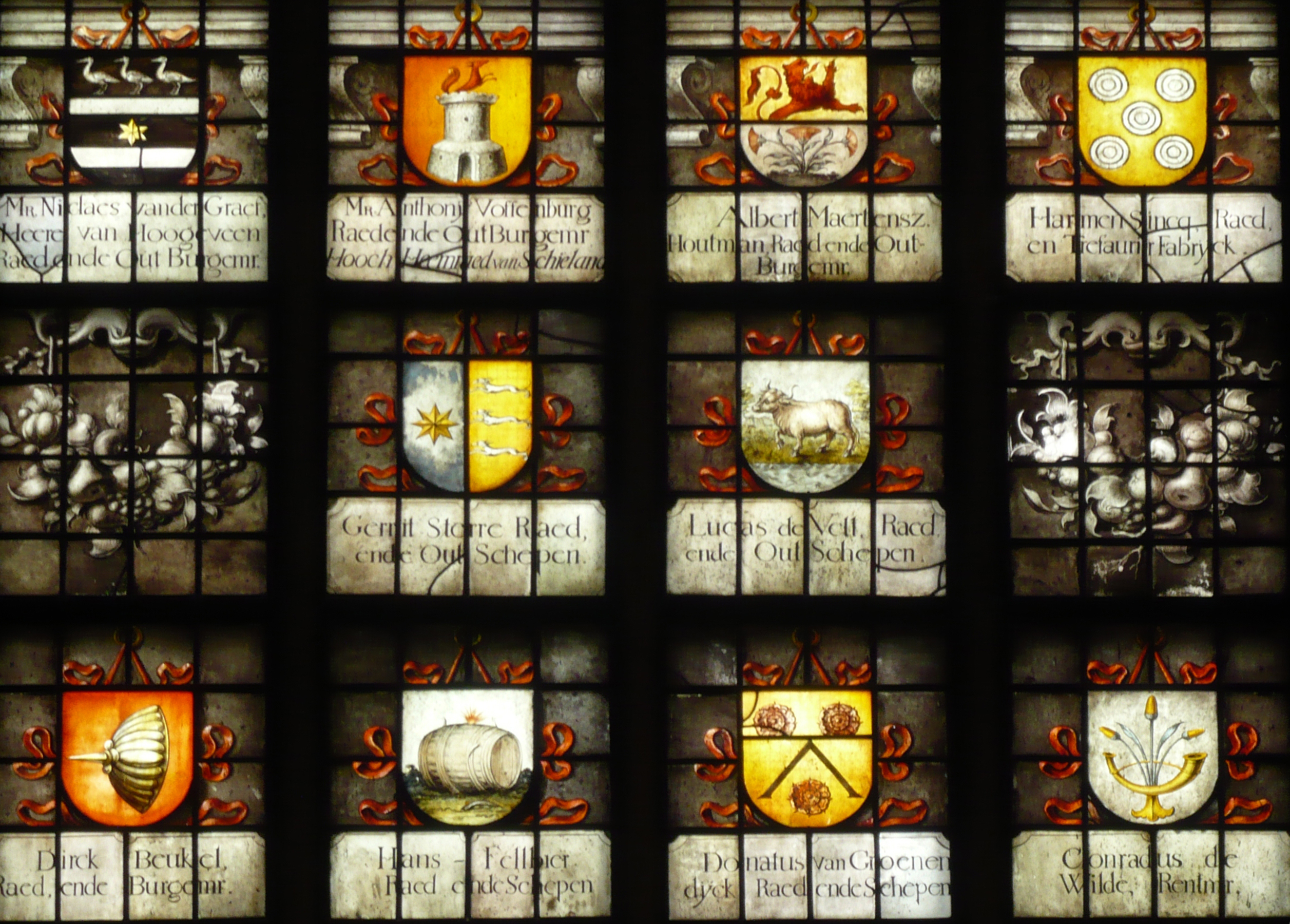
Derde detail van het door Tomberg in 1656 gemaakte glas